# انتخابات فدرال آلمان (۲۰۱۳)
هجدهمین انتخابات فدرال آلمان به منظور انتخاب اعضای مجلس فدرال آلمان (بوندستاگ) در روز ۲۲ سپتامبر ۲۰۱۳ برگزار شد. تعداد کرسی‌های انتخاب شوندهٔ این مجلس ۶۳۲ کرسی بود. در این انتخابات اتحادیه دمکرات مسیحی به رهبری صدراعظم آنگلا مرکل، با کسب ۴۲٪ آرا و حدود ۵۰٪ کرسی‌های مجلس (که تنها ۵ کرسی با کسب اکثریت ساده فاصله داشتند)، بهترین نتیجه انتخابات را از سال ۱۹۹۰ کسب کردند. البته حزب دموکرات آزاد که در دولت قبلی شریک دولت ائتلافی با دموکرات مسیحی‌ها بود با کسب بدترین نتیجه در انتخابات از زمان تأسیس خود، برای اولین بار از کسب حد نصاب حداقل ۵٪ آرای لازم برای ورود به بوندستاگ بازماند.
حزب اتحادیه دموکرات مسیحی به رهبری آنگلا مرکل، با حزب سوسیال دموکرات که در دورهٔ قبلی مجلس اپوزیسیون اصلی حزب حاکم بود به تشکیل یک ائتلاف بزرگ دست زد که سومین ائتلاف این دو حزب بزرگ آلمان بعد از جنگ جهانی دوم بود. البته رهبران حزب سوسیال دموکرات قبل از تشکیل دولت ائتلافی با اتحادیه دموکرات مسیحی، برای اطمینان از موافقت اعضای حزب، از آنان در این مورد نظرسنجی به عمل آوردند.

## پیش‌زمینه
در آخرین انتخابات فدرال آلمان (انتخابات سال ۲۰۰۹)، حزب دموکرات مسیحی آلمان به همراه حزب خواهر خود، اتحادیه سوسیال مسیحی بایرن بیشترین کرسی‌های بوندستاگ را بدست آوردند و با ائتلاف با حزب دموکرات آزاد توانستند دولت ائتلافی را تشکیل بدهند. در این ائتلاف آنگلا مرکل به‌عنوان رهبر حزب اکثریت در دولت ائتلافی، مقام صدراعظمی آلمان را به عهده گرفت و گیدو وستروله از حزب دموکرات آزاد به مقام معاون صدراعظم رسید.

## تاریخ انتخابات
قانون اساسی جمهوری فدرال آلمان و قانون فدرال انتخابات، زمان انتخابات فدرال آلمان را تعیین کرده است.
مادهٔ ۳۹ قانون اساسی تصریح می‌کند که مجلس جدید باید بین ۴۶ تا ۴۸ ماه پس از شروع مجلس قبلی کار قانون‌گذاری خود را آغاز کند. از آنجایی که هفدهمین دورهٔ بوندستاگ در روز ۲۷ اکتبر ۲۰۰۹ تشکیل شد، زمان تقریبی انتخابات دورهٔ هجدهم بین روزهای ۲۷ اوت تا ۲۷ اکتبر ۲۰۱۳ برنامه‌ریزی شد. برای جلوگیری از تقارن روز انتخابات با تعطیلی مدراس، معمولاً یک روز انتهای سپتامبر برای انتخابات تعیین می‌شود که محتمل‌ترین روزها، ۱۵ یا ۲۲ سپتامبر هستند. بنابر پیشنهاد دولت فدرال، رئیس جمهور آلمان روز ۲۲ سپتامبر را به‌عنوان روز انتخابات فدرال معین کرد.
شعبه‌های رای‌گیری در این روز، از ساعت ۸ صبح تا ۶ عصر فعال بودند.

## نظام انتخاباتی
بنابر مادهٔ ۱۸ قانون اساسی جمهوری فدرال آلمان، هر شخص که به سن هجده سال تمام رسیده باشد حق دارد که در انتخابات شرکت کند. نمایندگان بوندستاگ بر اساس نظام انتخاباتی تناسبی انتخاب می‌شوند. هر رای‌دهنده می‌تواند دو رای بدهد: با رای اول یک نماینده مورد نظر خود در مجلس را انتخاب می‌کند و با رای دوم به یک حزب رای می‌دهد. یک حزب برای ورود به پارلمان باید حداقل ۵٪ از آرا یا حداقل ۳ کرسی پارلمان را به خود اختصاص دهد. بر طبق قانون، نسبت کرسی‌های پارلمان به احزاب بر اساس رای دوم واجدین شرایط (رای به حزب مورد نظر) تعیین می‌شود.

## کاندیداهای پست صدراعظمی
با اینکه تعیین کاندیدای احتمالی پست صدراعظمی (Kanzlerkandidaten) از سوی هر حزب اهمیت ویژه‌ای دارد، اما این مورد در قانون اساسی آلمان پیش‌بینی نشده‌است. با این وجود حزب‌های بزرگ آلمان قبل از برگزاری انتخابات به معرفی کاندیدای صدراعظمی از سوی حزب خود اقدام می‌کنند.
حزب‌های دمکرات مسیحی و اتحادیهٔ سوسیال مسیحی و نیز حزب سوسیال دمکرات قبل از انتخابات کاندیدای این پست را اعلام می‌کنند. البته احزاب کوچکتر همانند حزب دموکرات آزاد، حزب سبز و حزب چپ با اطلاع از شانس کم رسیدن به اکثریت پارلمان، به ندرت به این کار اقدام می‌کنند. با این وجود این حزب‌ها یک یا دو عضو خود را به عنوان چهرهٔ شاخص یا Spitzenkandidaten برای کمپین‌های انتخاباتی اعلام می‌کنند.
در این انتخابات از آن‌جایی که آنگلا مرکل به عنوان رهبر اتحادیهٔ دمکرات مسیحی پست صدراعظمی را از هشت سال پیش از آن به عهده داشت، این حزب با چالش چندانی برای معرفی کاندیدای پست صدراعظمی مواجه نبود اما شرایط برای حزب سوسیال دموکرات به گونهٔ دیگری بود. در بحث‌های درون‌حزبی چهار نفر دارای بخت بیشتری برای رسیدن به این پست بودند: دبیر کل این حزب، زیگمار گابریل؛ رهبر کمیته پارلمانی این حزب و وزیر خارجهٔ سابق آلمان، فرانک-والتر اشتاین‌مایر؛ و وزیر سابق اقتصاد و نخست‌وزیر سابق ایالت نوردراین-وستفالن و رهبر این حزب، پر اشتاینبروک.
البته در این حزب هانه‌لوره کرافت، نخست‌وزیر وقت ایالت نوردراین وستفالن از کاندیداتوری برای این پست امتناع کرد.
گابریل، اشتاین‌مایر و اشتاین‌بروک هر سه سوابق نه چندان درخشانی از انتخابات‌های گذشته در حزب سوسیال دموکرات کسب کرده بودند. گابریل و اشتاین‌بروک در سال‌های ۲۰۰۵ پست نخست‌وزیر ایالت‌های خود را از دست داده بودند و اشتاین‌مایر در انتخابات سال ۲۰۰۹ از رسیدن به پست کاندیدای صدراعظمی در حزب سوسیال دموکرات باز مانده بود. سرانجام در روز ۲۸ سپتامبر ۲۰۱۲، حزب سوسیال دموکرات پر اشتاینبروک را به عنوان کاندیدای صدارت اعظم از سوی خود انتخاب کرد.

## کمپین‌های انتخاباتی
بعد از علنی شدن طرح‌های نجات اقتصادی کشورهای اروپایی از بحران اقتصادی بحث‌های داغی در محافل داخلی آلمان بالا گرفت. در آن هنگام وزیر خارجه وقت دولت مرکل، ولفگانگ شویبله خاطر نشان کرد که یونان به سومین بسته طرح نجات اقتصادی نیاز دارد. این اظهارنظر در تضاد شدید با همکارانش بود که از صحبت در چنین مواردی در دورهٔ انتخابات اجتباب می‌ورزیدند که به‌طور مشخص از سیاست‌های مرکل برای عدم اجرای چنین طرح نجاتی ناشی می‌شد. در واکنش به این اظهارات، پیر اشتاینبروک از حزب سوسیال دموکرات گفت که وقت آن رسیده که خانم مرکل حقیقت را به مردم بگوید. یورگن تریتین از حزب سبزها نیز مرکل را در این خصوص به چالش کشید.
مرکل اولین صدراعظم آلمان بود که از اردوگاه کار اجباری داخائو بازدید کرد. او که توسط ماکس مانهایمر، زندانی پیشین این اردوگاه دعوت شده بود گفت: چیزی که در اردوگاه‌های کار اجباری اتفاق افتاد غیرقابل درک بوده و هست. او همچنین نسبت به افزایش یهودی‌ستیزی و نژادپرستی به‌عنوان خطری برای دموکراسی در اروپا هشدار داد.
بازدید او مورد استقبال ساکنین محلی قرار گرفت، اما در محافل سیاسی به‌عنوان تبلیغ انتخاباتی مورد نقد واقع شد.
مرکل همچنین از رکورد کمترین میزان بیکاری در دو دهه گذشته و به توازن بودجه و مزایای افزایش صادرات آلمان به حوزهٔ اروپا که در دورهٔ او اتفاق افتاده بود یاد کرد.

### مناظره‌های تلویزیونی
یک مناظره تلویزیونی بین دو رقیب اصلی از حزب‌های سوسیال دموکرات و دموکرات مسیحی در روز ۱ سپتامبر ۲۰۱۳ انجام شد.
کاندیداهای پیشرو از احزاب کوچکتر، راینر برودرله از دموکرات‌های آزاد، یورگن تریتین از حزب سبز و گریگور گیسی از حزب چپ در یک مناظره جداگانه در ۲ سپتامبر با هم روبرو شدند.

## نتایج

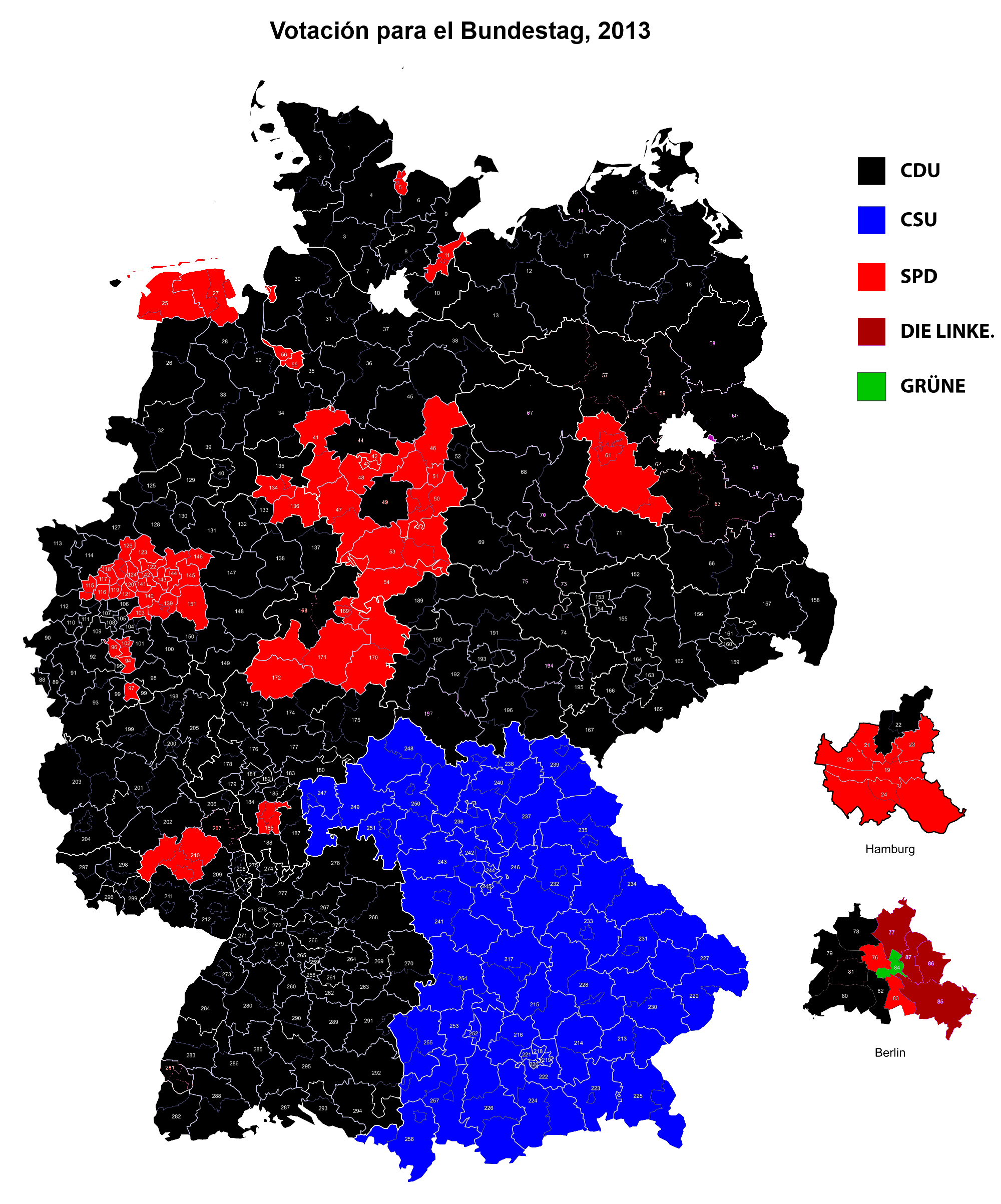
حزب‌های اکثریت در مناطق شهری
■ – اتحادیه دموکرات مسیحی
■ – اتحادیه سوسیال مسیحی
■ – حزب سوسیال دموکرات
■ – حزب چپ
■ – سبزها

اتحادیه دموکرات مسیحی و اتحادیه سوسیال مسیحی بایرن مجموعاً ۴۲٪ از آرا را بدست آوردند که بهترین نتایج بعد از انتخابات ۱۹۹۰ برای این حزب بود. در آن سال این اتحادیه موفق به کسب ۴۴٪ آرا شده بود. با این رای اتحادیه دمکرات و سوسیال مسیحی فقط ۵ کرسی برای رسیدن به اکثریت مطلق در بوندستاگ فاصله داشت. حزب دمکرات آزاد که در دولت قبلی شریک دولت ائتلافی با اتحادیه دمکرات مسیحی بود، در این انتخابات از رسیدن به حداقل آرای ۵٪ بازماند و نتوانست به بوندستاگ راه یابد. این حزب موفق نشد هیچ‌کدام از کرسی‌های بودنستاگ را بدست بیاورد. حزب ضد اروپایی و جدیدالتاسیس جایگزین برای آلمان توانست چند کرسی بدست آورد اما به دلیل نرسیدن به حد نصاب ۵٪ از ورود به مجلس باز ماند. نتایج این انتخابات حاکی از این بود که برای اولین بار از انتخابات فدرال ۱۹۸۷ تنها چهار حزب وارد بوندستاگ می‌شوند.
| درصد آرا               | درصد آرا               | درصد آرا | درصد آرا | درصد آرا |
| ---------------------- | ---------------------- | -------- | -------- | -------- |
|                        |                        |          |          |          |
| اتحادیه دموکرات مسیحی  | اتحادیه دموکرات مسیحی  |          | ۴۱٫۵۴٪   | ۴۱٫۵۴٪   |
| حزب سوسیال دموکرات     | حزب سوسیال دموکرات     |          | ۲۵٫۷۳٪   | ۲۵٫۷۳٪   |
| حزب چپ                 | حزب چپ                 |          | ۸٫۵۹٪    | ۸٫۵۹٪    |
| حزب سبزها              | حزب سبزها              |          | ۸٫۴۵٪    | ۸٫۴۵٪    |
| حزب دموکرات آزاد       | حزب دموکرات آزاد       |          | ۴٫۷۶٪    | ۴٫۷۶٪    |
| حزب جایگزین برای آلمان | حزب جایگزین برای آلمان |          | ۴٫۷۰٪    | ۴٫۷۰٪    |
| حزب دزدان دریایی       | حزب دزدان دریایی       |          | ۲٫۱۹٪    | ۲٫۱۹٪    |
| سایرین                 | سایرین                 |          | ۴٫۰۲٪    | ۴٫۰۲٪    |

| درصد کرسی‌های بوندستاگ | درصد کرسی‌های بوندستاگ | درصد کرسی‌های بوندستاگ | درصد کرسی‌های بوندستاگ | درصد کرسی‌های بوندستاگ |
| --------------------- | --------------------- | --------------------- | --------------------- | --------------------- |
|                       |                       |                       |                       |                       |
| اتحادیه دموکرات مسیحی | اتحادیه دموکرات مسیحی |                       | ۴۹٫۲۹٪                | ۴۹٫۲۹٪                |
| حزب سوسیال دموکرات    | حزب سوسیال دموکرات    |                       | ۳۰٫۵۹٪                | ۳۰٫۵۹٪                |
| حزب چپ                | حزب چپ                |                       | ۱۰٫۱۴٪                | ۱۰٫۱۴٪                |
| حزب سبزها             | حزب سبزها             |                       | ۹٫۹۸٪                 | ۹٫۹۸٪                 |

### نتایج ایالتی
درصد بر اساس رای برای لیست حزب‌ها
| ایالت‌های آلمان نتایج به درصد | اتحادیه دمکرات مسیحی | حزب سوسیال دموکرات | حزب چپ | حزب سبزها | حزب دموکرات آزاد | آلترناتیو برای آلمان | سایرین |
| ---------------------------- | -------------------- | ------------------ | ------ | --------- | ---------------- | -------------------- | ------ |
| بادن-وورتمبرگ                | ۴۵٫۷                 | ۲۰٫۶               | ۴٫۸    | ۱۱٫۰      | ۶٫۲              | ۵٫۲                  | ۶٫۵    |
| بایرن                        | ۴۹٫۳                 | ۲۰٫۰               | ۳٫۸    | ۸٫۴       | ۵٫۱              | ۴٫۲                  | ۹٫۲    |
| برلین                        | ۲۸٫۵                 | ۲۴٫۶               | ۱۸٫۵   | ۱۲٫۳      | ۳٫۶              | ۴٫۹                  | ۷٫۶    |
| براندنبورگ                   | ۳۴٫۸                 | ۲۳٫۱               | ۲۲٫۴   | ۴٫۷       | ۲٫۵              | ۶٫۰                  | ۶٫۵    |
| برمن (ایالت)                 | ۲۹٫۳                 | ۳۵٫۷               | ۱۰٫۱   | ۱۲٫۱      | ۳٫۴              | ۳٫۷                  | ۵٫۷    |
| هامبورگ                      | ۳۲٫۲                 | ۳۲٫۴               | ۸٫۸    | ۱۲٫۶      | ۴٫۸              | ۴٫۱                  | ۵٫۱    |
| هسن                          | ۳۹٫۲                 | ۲۸٫۸               | ۶٫۰    | ۹٫۹       | ۵٫۶              | ۵٫۶                  | ۴٫۹    |
| مکلنبورگ-فورپومرن            | ۴۲٫۵                 | ۱۷٫۸               | ۲۱٫۵   | ۴٫۳       | ۲٫۲              | ۵٫۶                  | ۶٫۱    |
| نیدرزاکسن                    | ۴۱٫۱                 | ۳۳٫۱               | ۵٫۰    | ۸٫۸       | ۴٫۲              | ۳٫۷                  | ۴٫۱    |
| نوردراین-وستفالن             | ۳۹٫۸                 | ۳۱٫۹               | ۶٫۱    | ۸٫۰       | ۵٫۲              | ۳٫۹                  | ۵٫۱    |
| راینلاند فالتس               | ۴۳٫۳                 | ۲۷٫۵               | ۵٫۴    | ۷٫۶       | ۵٫۵              | ۴٫۸                  | ۵٫۹    |
| زارلاند                      | ۳۷٫۸                 | ۳۱٫۰               | ۱۰٫۰   | ۵٫۷       | ۳٫۸              | ۵٫۲                  | ۶٫۵    |
| زاکسن                        | ۴۲٫۶                 | ۱۴٫۶               | ۲۰٫۰   | ۴٫۹       | ۳٫۱              | ۶٫۸                  | ۸٫۰    |
| زاکسن-آنهالت                 | ۴۱٫۲                 | ۱۸٫۲               | ۲۳٫۹   | ۴٫۰       | ۲٫۶              | ۴٫۲                  | ۵٫۹    |
| شلسویگ-هولشتاین              | ۳۹٫۲                 | ۳۱٫۶               | ۵٫۲    | ۹٫۴       | ۵٫۶              | ۴٫۶                  | ۴٫۴    |
| تورینگن                      | ۳۸٫۸                 | ۱۶٫۱               | ۲۳٫۴   | ۴٫۹       | ۲٫۶              | ۶٫۲                  | ۸٫۰    |

## تشکیل دولت
یکی از گزینه‌های تشکیل دولت غیر از ائتلاف دو حزب بزرگ، ائتلاف سوسیال دموکرات‌ها با حزب چپ بود. اما بسیاری از اعضای حزب سوسیال دموکرات نمی‌خواستند با حزب چپ وارد ائتلاف شوند. یک روز بعد از انتخابات مرکل در اظهارنظری اعلام کرد که با حزب سوسیال دموکرات وارد مذاکره شده، اما سایر گزینه‌ها را نیز رد نکرد.
یک نظرسنجی کمی بعد از انتخابات نشان داد که ۶۵٪ اعضای حزب سوسیال دموکرات مخالف وارد شدن به یک ائتلاف بزرگ با حزب مرکل بودند.
با وجود این هیئت رئیسه حزب سوسیال دموکرات با این شرط به شروع مذاکرات در مورد ائتلاف با مرکل رای مثبت داد که آنان از اعضای حزب قبل از ورود به ائتلاف رای‌گیری به عمل بیاورند.
سبزها مخالفتی برای مذاکرات در مورد ائتلاف با اتحادیه دمکرات مسیحی نداشتند اما رهبران اتحادیه سوسیال مسیحی بایرن مخالف چنین ائتلافی بودند. از سوی دیگر سبزها اعلام کردند که تصمیمی برای ائتلاف با حزب چپ ندارند.
گفتگوهای رسمی در اولین هفته اکتبر با دیدار مرکل با رهبران حزب سوسیال دموکرات در روز ۴ اکتبر آغاز شد. مرکل گفت: اروپا به ما می‌نگرد، دنیا به ما می‌نگرد، ما مسئولیتی مشترک برای برقراری یک دولت پایدار داریم. او همچنین تصمیم گرفت که هفته بعد از آن گفتگوهایی را با رهبران حزب سبزها آغاز کند.
بعد از گذشت پنج هفته از مذاکرات، که در تمام طول شبانه‌روز ۲۷ تا ۲۸ نوامبر به اوج خود رسید، اتحادیه دموکرات مسیحی و سوسیال مسیحی بایرن به توافق با حزب سوسیال دموکرات برای تشکیل دولت ائتلافی دست پیدا کرد. موضوعات حل شده در گفتگوها، اعلام حداقل دستمزد ۸٫۵ یورو در ساعت از شروع سال ۲۰۱۵ و برقرار نکردن مالیات‌های بیشتر بودند. این توافق با شرط پذیرفته شدن آن توسط یک همه‌پرسی در روز ۶ دسامبر درون حزب سوسیال دموکرات صورت پذیرفت. در روز ۱۴ دسامبر ۷۶٪ اعضای حزب سوسیال دموکرات به توافق برای دولت ائتلافی رای مثبت دادند و سومین دولت تحت رهبری صدراعظم آنگلا مرکل در روز ۱۷ دسامبر کار خود را آغاز کرد.